# Moulayrès
Moulayrès (okzitanisch: Molairés) ist eine französische Gemeinde mit 216 Einwohnern (Stand: 1. Januar 2022) im Département Tarn in der Region Okzitanien. Sie gehört zum Arrondissement Castres und ist Teil des Kantons Graulhet. Die Einwohner werden Moulayrésois genannt.

## Geografie
Moulayrès liegt etwa 39 Kilometer ostnordöstlich von Toulouse und etwa 27 Kilometer südsüdwestlich von Albi. Umgeben wird Moulayrès von den Nachbargemeinden Graulhet im Norden, Brousse im Osten und Nordosten, Puycalvel im Osten und Südosten, Damiatte im Süden und Westen sowie Missècle im Nordwesten.

## Bevölkerungsentwicklung
| 1962                      | 1968 | 1975 | 1982 | 1990 | 1999 | 2006 | 2013 |
| ------------------------- | ---- | ---- | ---- | ---- | ---- | ---- | ---- |
| 213                       | 177  | 130  | 144  | 155  | 154  | 159  | 171  |
| Quelle: Cassini und INSEE |      |      |      |      |      |      |      |

## Sehenswürdigkeiten
- Kirche